# Элатея
Элате́я (греч. Ελάτεια) — в античные времена второй по значению город Фокиды после Дельф.

## История
По легенде, город был основан мифологическим персонажем Элатом, который переселился в Фокиду, где оказал помощь фокейцам в войне c флегийцами и основал Элатею.
Элатея входила в Фокидский союз, где была местом расположения общесоюзных органов[каких?], и была важным стратегическим пунктом во время Третьей Священной войны.